# شنگ‌های جنوب
شنگ‌های جنوب (نام علمی: Lutrogale) نام یک سرده از زیرخانواده سمور آبی است.

## گونه‌ها
- † Lutrogale cretensis – Cretan otter
- † Lutrogale palaeoleptonyx
- شنگ هندی – smooth-coated otter[۱]